# Drosophila brevitabula
Drosophila brevitabula är en tvåvingeart som beskrevs av Zhang och Masanori Joseph Toda 1992. Drosophila brevitabula ingår i släktet Drosophila och familjen daggflugor.
Artens utbredningsområde är provinsen Yunnan i Kina.